# Empis montana
Empis montana är en tvåvingeart som beskrevs av Christophe Daugeron 1997. Empis montana ingår i släktet Empis och familjen dansflugor. Inga underarter finns listade i Catalogue of Life.